# Scrub Island, Brittiska Jungfruöarna
Scrub Island är en ö i Brittiska Jungfruöarna. Ön är cirka 2,5 km lång och dess yta är 0,96 km². Den ligger cirka 4 km nordöst om huvudön Tortola. Ön var tidigare obebodd, men 2010 öppnades en semesteranläggning på ön. 